# Briševo (Poličnik)
Briševo falu Horvátországban Zára megyében. Közigazgatásilag Poličnikhoz tartozik.

## Fekvése
Zára központjától légvonalban 8 km-re, közúton 12 km-re északkeletre, községközpontjától 6 km-re, közúton 8 km-re délnyugatra, Dalmácia északi részén, Ravni kotar közepén fekszik.

## Története
Területén már az őskorban is lakott település volt. A római korból kőépületek maradványai származnak. A középkorban a 11. században említik először „Grusi” néven. Ez a név egészen a mai napig fennmaradt, mivel a település magját, ahol a templom és a temető is áll ma is így hívják. 1857-ben 330, 1910-ben 335 lakosa volt. Ezt követően előbb a Szerb-Horvát-Szlovén Királyság, majd Jugoszlávia része lett. A település újabb részén a múlt században ugyanazzal a titulussal újabb templom épült. A régi temető közelében az 1970-es években új temetőt nyitottak. 2011-ben 253 lakosa volt. lakói mezőgazdasággal és állattartással foglalkoztak, de sokan a közeli Zárában dolgoztak.

## Lakosság
| Lakosság változása | Lakosság változása | Lakosság változása | Lakosság változása | Lakosság változása | Lakosság változása | Lakosság változása | Lakosság változása | Lakosság változása | Lakosság változása | Lakosság változása | Lakosság változása | Lakosság változása | Lakosság változása | Lakosság változása | Lakosság változása |
| ------------------ | ------------------ | ------------------ | ------------------ | ------------------ | ------------------ | ------------------ | ------------------ | ------------------ | ------------------ | ------------------ | ------------------ | ------------------ | ------------------ | ------------------ | ------------------ |
| 1857               | 1869               | 1880               | 1890               | 1900               | 1910               | 1921               | 1931               | 1948               | 1953               | 1961               | 1971               | 1981               | 1991               | 2001               | 2011               |
| 330                | 303                | 291                | 275                | 302                | 335                | 520                | 461                | 617                | 657                | 698                | 739                | 695                | 793                | 676                | 657                |

## Nevezetességei
- A Rózsafüzér királynője tiszteletére szentelt plébániatemploma 1866-ban épült. 1986-ban teljesen megújították, 1987. június 28-án szentelte fel újra Marijan Oblak zárai érsek. A délszláv háború idején 1991. november 4-én szerb egységek súlyosan megrongálták. 1992-ben helyreállították, de 1993. január 24-én újra megrongálódott. Felújítása 1995. augusztus 5-én fejeződött be, amikor az új harangtorony is megépült. Egyhajós épület sekrestyével, főoltára és két mellékoltára márványból készült. Két márványoltárát a zárai Szent Simon templomból hozták át ide, egyik szobra a Lourdes-i Szűzanyát, a másik Szent Nediljicát ábrázolja.[2]
- Régi plébániatemplom szintén a Rózsafüzér királynője titulust viseli, a falu régi központjában (Grusi) áll. A fennmaradt glagolita felirat szerint 1750-ben megújították. 1808-ig a Rózsafüzér királynője testvérisége gondozásában állt. A romos templomot 1993-ban állították helyre.[2]
- A plébánia területén két óhorvát templom maradványai is találhatók, melyeket Szent György vértanú és Szent Pál tiszteletére szenteltek.[2]
- A Lourdes-i Szűzanya kápolnáját 1995-ben építették.[2]